# Tabla optométrica

El tradicional Test de Snellen que se utiliza para probar la agudeza visual.

Una tabla optométrica es una tabla que se utiliza para medir la agudeza visual. Entre los tipos de tablas optométricas se incluyen los test de Snellen, Landolt y Lea.

## Procedimiento
Las tablas suelen presentar varias hileras de optotipos (símbolos), cada hilera de un tamaño distinto. Se solicita que el paciente identifique los números o letras de la tabla, por lo general comenzando desde las hileras de mayor tamaño y continuando hacia las siguientes hasta que los optotipos ya no puedan ser identificados con exactitud.
En términos técnicos, probar la agudeza visual mediante una tabla optométrica equivale a realizar una medición psicofísica para intentar determinar un umbral (véase también función psicométrica).

## Variantes
Existen tablas diseñadas para niños jóvenes y adultos analfabetos que no requieren del reconocimiento de las letras. Una versión emplea imágenes simples o patrones. Otras están poseen la letra imprenta "E" girada en distintas posiciones, llamada tabla de optotipos "E"; el paciente sencillamente indica en qué dirección se ubica cada "E". La tabla del Test de Landolt es bastante parecida: Las hileras contienen círculos con segmentos faltantes, y el paciente debe describir dónde se ubica cada pieza faltante. Estas últimas dos clases de tablas además reducen la posibilidad de que el paciente pueda adivinar las imágenes.

## Alternativas
Se han creado alternativas semiautomáticas computarizadas, pero no son comunes. No obstante, estas tienen varias ventajas potenciales, como por ejemplo una medición más precisa y menor subjetividad por parte del examinador. Algunos de estos programas también están adaptados para niños y se asemejan a un videojuego.